# Phosphor (álbum)
Phosphor (Trad.: "Fósforo") é o primeiro álbum de estúdio da banda alemã Unheilig, foi lançado em 19 de março de 2001 e relançado em 3 de julho de 2009 com nova capa e remasterização.
O álbum tem uma mistura de música eletrônica e Neue deutsche härte, e a maioria das canções é em inglês.

## Lista de Faixas
| N.º            | Título                      | Duração |  |
| 1.             | "Die Macht"                 | 4:05    |  |
| 2.             | "Willenlos"                 | 3:51    |  |
| 3.             | "Ikarus"                    | 3:25    |  |
| 4.             | "Sage ja!"                  | 4:03    |  |
| 5.             | "Armageddon"                | 4:02    |  |
| 6.             | "My Bride has Gone"         | 3:51    |  |
| 7.             | "Komm zu mir"               | 3:58    |  |
| 8.             | "Close your Eyes"           | 4:03    |  |
| 9.             | "The Bad and the Beautiful" | 4:04    |  |
| 10.            | "Discover the World"        | 3:41    |  |
| 11.            | "Skin"                      | 3:36    |  |
| 12.            | "Stark (†)"                 | 3:17    |  |
| 13.            | "Sage ja!" (Vídeoclipe)     | 4:15    |  |
| Duração total: | Duração total:              | 49:40   |  |

## Curiosidades
- Após  a faixa "Stark" existe um silêncio de pouco mais que 3 minutos e logo após uma faixa desconhecida.
- A canção "Stark" ganhou uma nova versão e foi lançada em 2012 como um single, porém como parte do álbum Lichter der Stadt: Winter Edition.

## Capa
Na capa da versão de 2001, todas as imagens foram retiradas do vídeo de Sage ja!.
Na versão de 2009, a capa mostra Der Graf em um salão ao fundo.

## Créditos
- Der Graf - Vocais/Composição/Letras/Programação
- José Alvarez-Brill - Programação/Produção
- Grant Stevens - Composição/Letras
- René Savelsberg - Guitarra
- Achim Dressler - Programação/Bateria
- Pierre Marschner - Programação/Bateria
- Uwe Richard Böttcher - Violino em "Stark"
- André Paulsen - Produção em "Sage ja!" (vídeo)
- Philipp Schubert - Produção em "Sage ja!" (vídeo)